# Sântămărie
Sântămărie (węg. Boldogfalva) – wieś w Rumunii, w okręgu Alba, w gminie Cetatea de Baltă. W 2011 roku liczyła 271 mieszkańców.